# بتجرام
بتجرام (بالأردوية: بٹگرام)‏، (بالبشتوية: بټګرام)‏ هي عاصمة مقاطعة بتجرام في مقاطعة خيبر باختونخوا في باكستان. تقع في 34 ° 41'N 73 ° 1'E ويبلغ ارتفاعها 1038 متر (3408 قدم). 

## المناخ
تتمتع بمناخ معتدل ودافئ بشكل عام، وتتميز بمناخ شبه استوائي رطب حسب تصنيف مناخ كوبن. متوسط درجة الحرارة هو 18.5 ° C، في حين يبلغ متوسط هطول الأمطار السنوي 1218 مم، ونوفمبر هو الشهر الأكثر جفافاً مع 28 ملم من الأمطار، في حين أن يوليو هو أكثر الشهور الممطرة، ويبلغ متوسط هطول الأمطار فيه 229 مم.
| البيانات المناخية لـبتجرام        | البيانات المناخية لـبتجرام | البيانات المناخية لـبتجرام | البيانات المناخية لـبتجرام | البيانات المناخية لـبتجرام | البيانات المناخية لـبتجرام | البيانات المناخية لـبتجرام | البيانات المناخية لـبتجرام | البيانات المناخية لـبتجرام | البيانات المناخية لـبتجرام | البيانات المناخية لـبتجرام | البيانات المناخية لـبتجرام | البيانات المناخية لـبتجرام | البيانات المناخية لـبتجرام |
| الشهر                             | يناير                      | فبراير                     | مارس                       | أبريل                      | مايو                       | يونيو                      | يوليو                      | أغسطس                      | سبتمبر                     | أكتوبر                     | نوفمبر                     | ديسمبر                     | المعدل السنوي              |
| --------------------------------- | -------------------------- | -------------------------- | -------------------------- | -------------------------- | -------------------------- | -------------------------- | -------------------------- | -------------------------- | -------------------------- | -------------------------- | -------------------------- | -------------------------- | -------------------------- |
| متوسط درجة الحرارة الكبرى °م (°ف) | 12.8 (55.0)                | 14.8 (58.6)                | 19.6 (67.3)                | 24.6 (76.3)                | 30.0 (86.0)                | 35.1 (95.2)                | 33.3 (91.9)                | 31.5 (88.7)                | 30.6 (87.1)                | 27.0 (80.6)                | 21.6 (70.9)                | 15.2 (59.4)                | 24.7 (76.4)                |
| المتوسط اليومي °م (°ف)            | 7.6 (45.7)                 | 9.4 (48.9)                 | 13.8 (56.8)                | 18.5 (65.3)                | 23.1 (73.6)                | 27.9 (82.2)                | 27.2 (81.0)                | 26.0 (78.8)                | 24.4 (75.9)                | 19.8 (67.6)                | 14.7 (58.5)                | 9.5 (49.1)                 | 18.5 (65.3)                |
| متوسط درجة الحرارة الصغرى °م (°ف) | 2.4 (36.3)                 | 4.1 (39.4)                 | 8.0 (46.4)                 | 12.4 (54.3)                | 16.3 (61.3)                | 20.8 (69.4)                | 21.2 (70.2)                | 20.5 (68.9)                | 17.8 (64.0)                | 12.7 (54.9)                | 7.8 (46.0)                 | 3.8 (38.8)                 | 12.3 (54.2)                |
| المصدر: Climate-Data.org          |                            |                            |                            |                            |                            |                            |                            |                            |                            |                            |                            |                            |                            |

## زلزال 2005
كانت بتجرام من بين المناطق التي تأثرت بالزلزال الذي وقع في 8 أكتوبر 2005، حيث قُتل أكثر من 4500 شخص وجُرح حوالي 35000 شخص.